# Matthiola czerniakowskae
Matthiola czerniakowskae är en korsblommig växtart som beskrevs av Viktor Petrovitj Botjantsev och Aleksei Ivanovich Vvedensky. Matthiola czerniakowskae ingår i släktet lövkojor, och familjen korsblommiga växter. Inga underarter finns listade i Catalogue of Life.